# Hunter Bryce
Kathryn Sue Johnston, más conocida por su nombre artístico de Hunter Bryce (Pittsburgh, Pensilvania; 9 de octubre de 1980-Los Ángeles, California; 13 de abril de 2011), fue una actriz pornográfica estadounidense. Inició su carrera en 2008.

## Biografía
Tenía ascendencia irlandesa, italiana y escocesa. Asistió a la Universidad de Pittsburgh, donde se especializó en Literatura británica, graduándose en 2003. Tuvo varios trabajos de asistente y en marketing antes de iniciarse en la industria del cine pornográfico en 2007. Ese año se marchó a Florida, donde empezó a trabajar con Evil Angel o Bang Bros, entre otras.

## Muerte
Hunter falleció el 12 de abril de 2011 a los 30 años en su domicilio de Los Ángeles debido a unas complicaciones con el alcohol. Según describieron amigos y allegados de la actriz, Hunter llevaba meses luchando contra su alcoholismo y llevando una vida alejada fuera de los focos y los medios.
Hasta la fecha de su muerte, había aparecido en más de 130 películas.

## Premios y nominaciones
| Año  | Ceremonia    | Resultado | Premio                        | Trabajo |
| ---- | ------------ | --------- | ----------------------------- | ------- |
| 2010 | Premios AVN  | Nominada  | Artista MILF / Cougar del año | —       |
| 2010 | Premios XRCO | Nominada  | Best Orgasmic Oralist         | —       |